# Roborace
Roborace war eine geplante Rennserie für autonome Elektrofahrzeuge. Sie basierte auf einer Idee von Denis Swerdlow. Der ursprüngliche Plan sah vor, die gleichen Strecken zu nutzen, die auch in der FIA-Formel-E-Weltmeisterschaft befahren werden und sich am Rennkalender der Meisterschaft auszurichten. Im September 2017 wurde Lucas di Grassi als CEO von Roborace vorgestellt.
Zehn Teams, jedes mit jeweils zwei Fahrzeugen, sollten im Rahmen der Events an einem einstündigen Rennen teilnehmen. Jeder Rennstall sollte dazu mit identischen Rennautos ausgerüstet werden. Die Echtzeitalgorithmen und die künstliche Intelligenz der Fahrzeuge sollten jedoch eigenständig programmiert werden.
Nach mehreren Demonstrationsläufen wurden zwei Testsaisons mit den Bezeichnungen Alpha (2019) und Beta (2020–2021) durchgeführt. Anschließend wurden die Aktivitäten der Rennserie eingestellt. Der Eigentümer, das britische Elektroauto-Startup Arrival, gab im April 2022 bekannt, nicht mehr zu erwarten, dass aus der Beteiligung an Roborace Cashflow generiert werden könne und benannte das Unternehmen in Arrival R um.

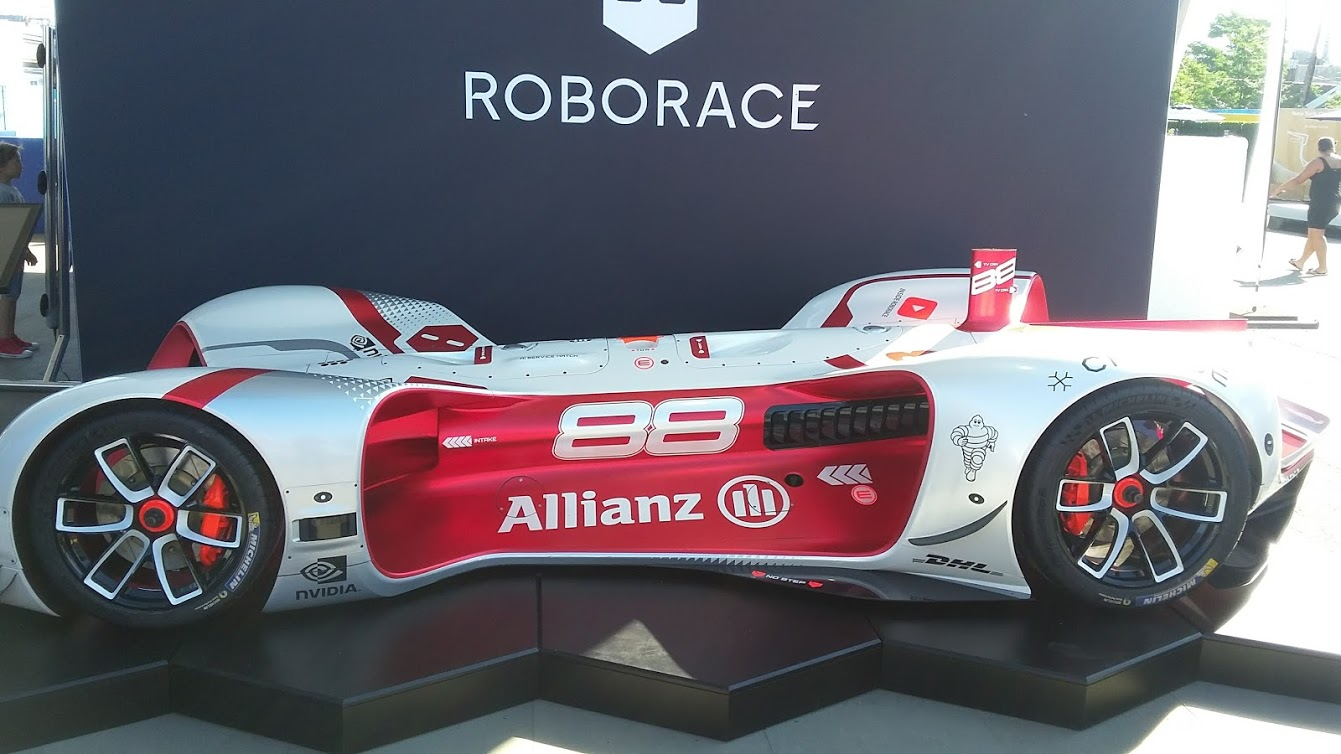
Prototyp eines Robocar

## Fahrzeuge

### Robocar

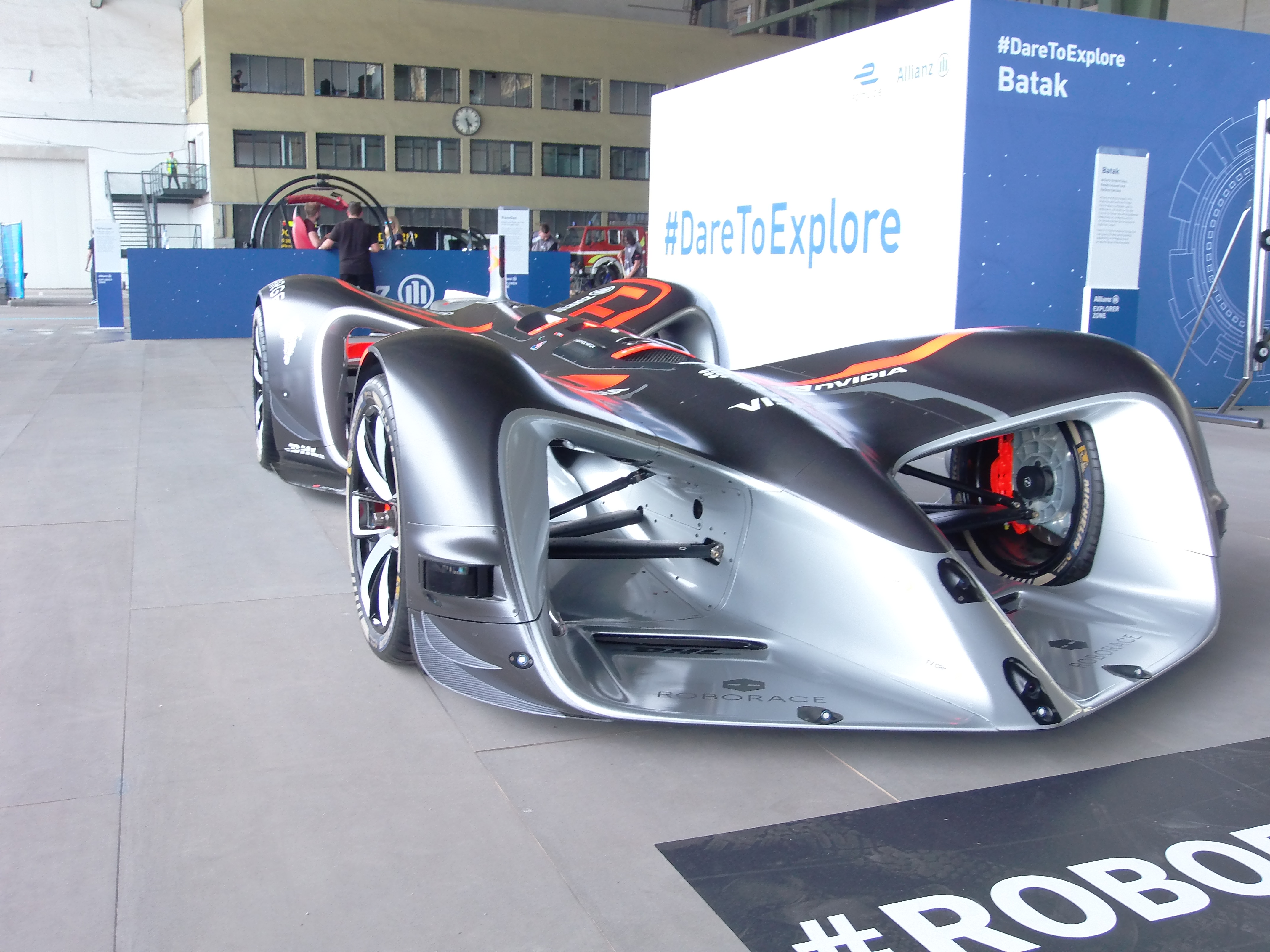
Roborace Showcar beim Berlin ePrix 2017

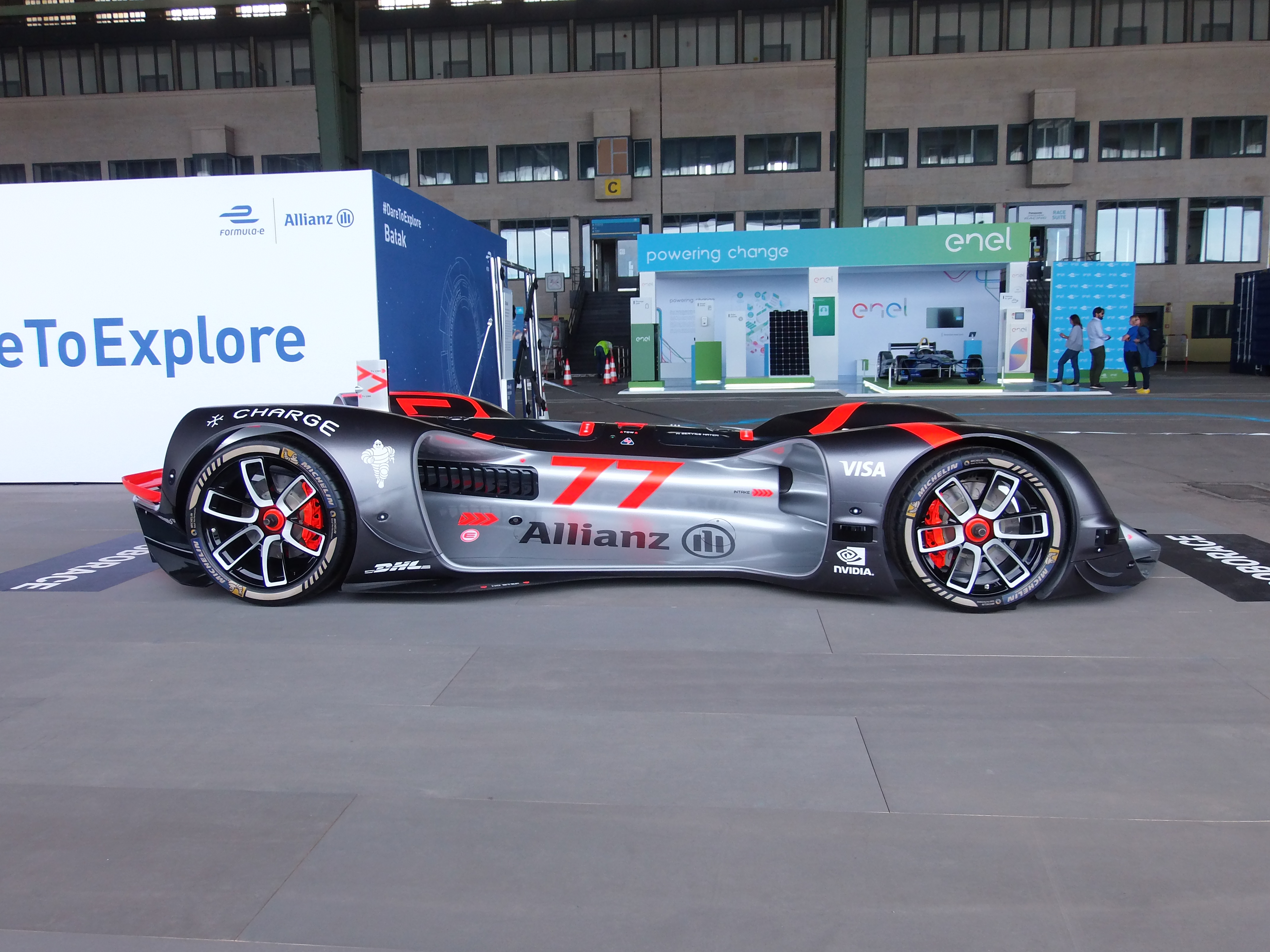
Seitenansicht

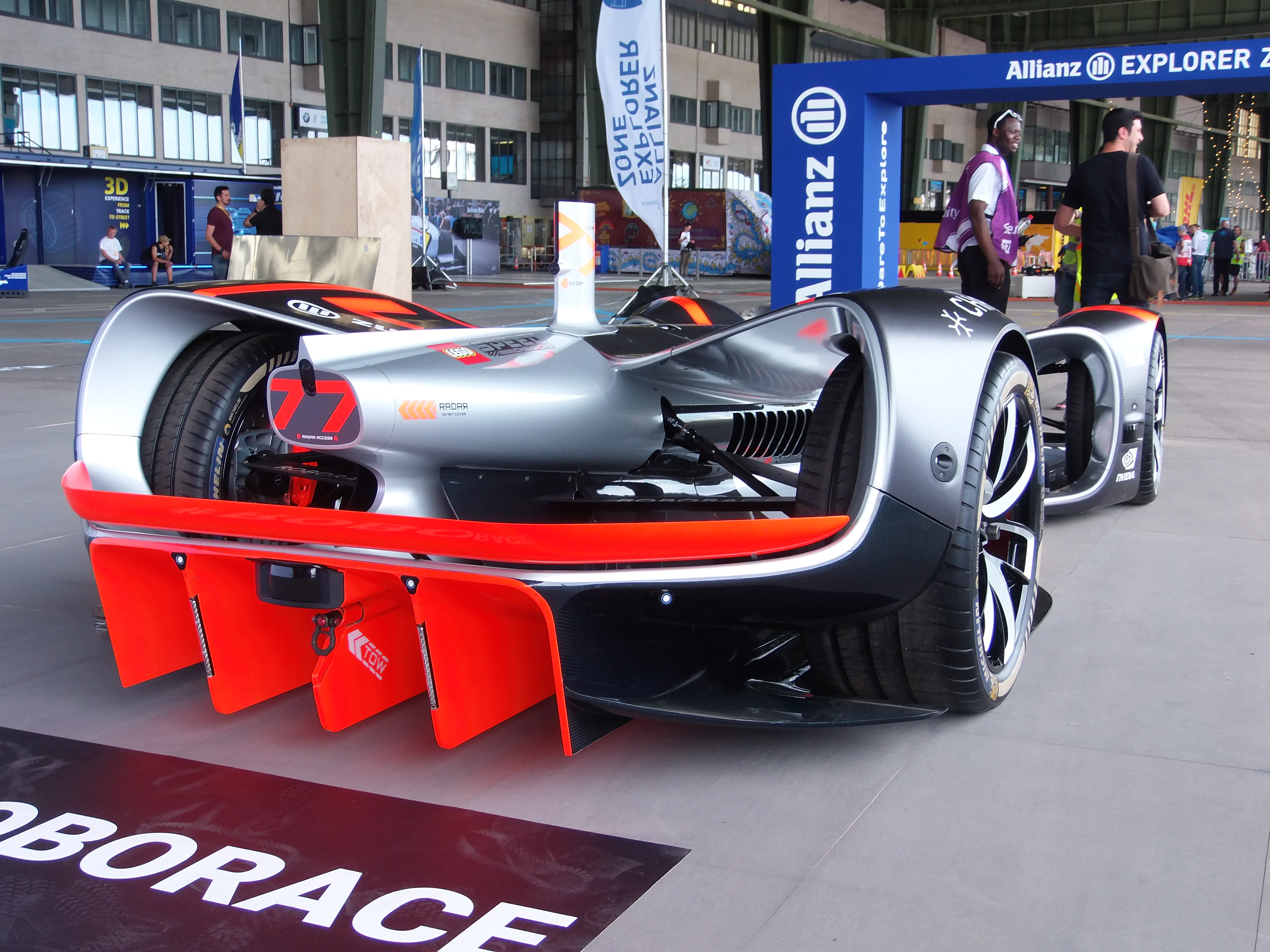
Rückansicht

In ihrer ersten Saison sollten die Teams mit einem Einheitsfahrzeug, dem Robocar, der Firma Kinetik antreten. Das Chassis wurde von Daniel Simon entworfen. Michelin wurde als Reifenlieferant präsentiert, Nvidia sollte Hochleistungsrechner für die KI zur Verfügung stellen. Als Sensoren waren fünf Lidar-, zwei Radar-, 18 Ultraschall- und zwei optische Geschwindigkeitssensoren vorgesehen. Ferner verfügt das Auto über sechs KI-Kameras und ein GNSS-Gerät.
Der fahrerlose Rennwagen wiegt 975 Kilogramm, ist 4,80 Meter lang und zwei Meter breit. Insgesamt vier Elektromotoren, jeder mit einer Maximalleistung von 300 kW, treiben die Antriebsachse an. Der Hersteller gab bekannt, dass die Batterie eine maximale Leistungsabgabe von 540 kW (734 PS) haben wird.
Während der ersten Roborace-Saison sollte die Drehmomentverteilung erlaubt sein. Kinetik kündigte an, dass die Fahrzeuge eine Höchstgeschwindigkeit von bis zu 320 km/h erreichen können.
Am 21. März 2019 erreicht das Robocar eine Geschwindigkeit von 282,42 km/h. Dies war die bis dahin höchste Geschwindigkeit eines autonom fahrenden Kraftfahrzeugs, sodass das Fahrzeug einen Eintrag in den Guinness World Records erhielt.

### DevBot
Die Entwicklung des Robocars begann im Winter 2015/16. Ein erster Shakedown des eigens entwickelten Testfahrzeugs, dem DevBot, folgte im Sommer 2016. Das Testfahrzeug verfügte über die identischen Inneneinheiten (Batterie, Elektromotor, Elektronik) wie das Robocar, jedoch wurden diese in einem Ginetta-LMP3-Chassis ohne Motorabdeckung eingebaut, um die Kühlung zu erleichtern.
Die erste öffentliche Testfahrt des DevBot erfolgte im Rahmen der Formel-E-Testfahrten im Donington Park im August 2016. Nachdem Probleme mit der Batterie eine Demonstrationsfahrt in Hongkong verhinderten, drehte der DevBot beim folgenden Formel-E-Rennen in Marrakesch zwölf fahrerlose Runden auf dem Circuit International Automobile Moulay el Hassan, ehe zwei DevBots beim folgenden E-Prix in Buenos Aires erstmals ein Rennen austrugen.
Weitere Teststrecken waren der Michelin-Testkurs Ladoux (Frankreich) und der Stowe Circuit in Silverstone (Großbritannien). Vor dem Start der Meisterschaft waren im Rahmen der folgenden Formel-E-Events weitere Testfahrten geplant.

## Rennformat

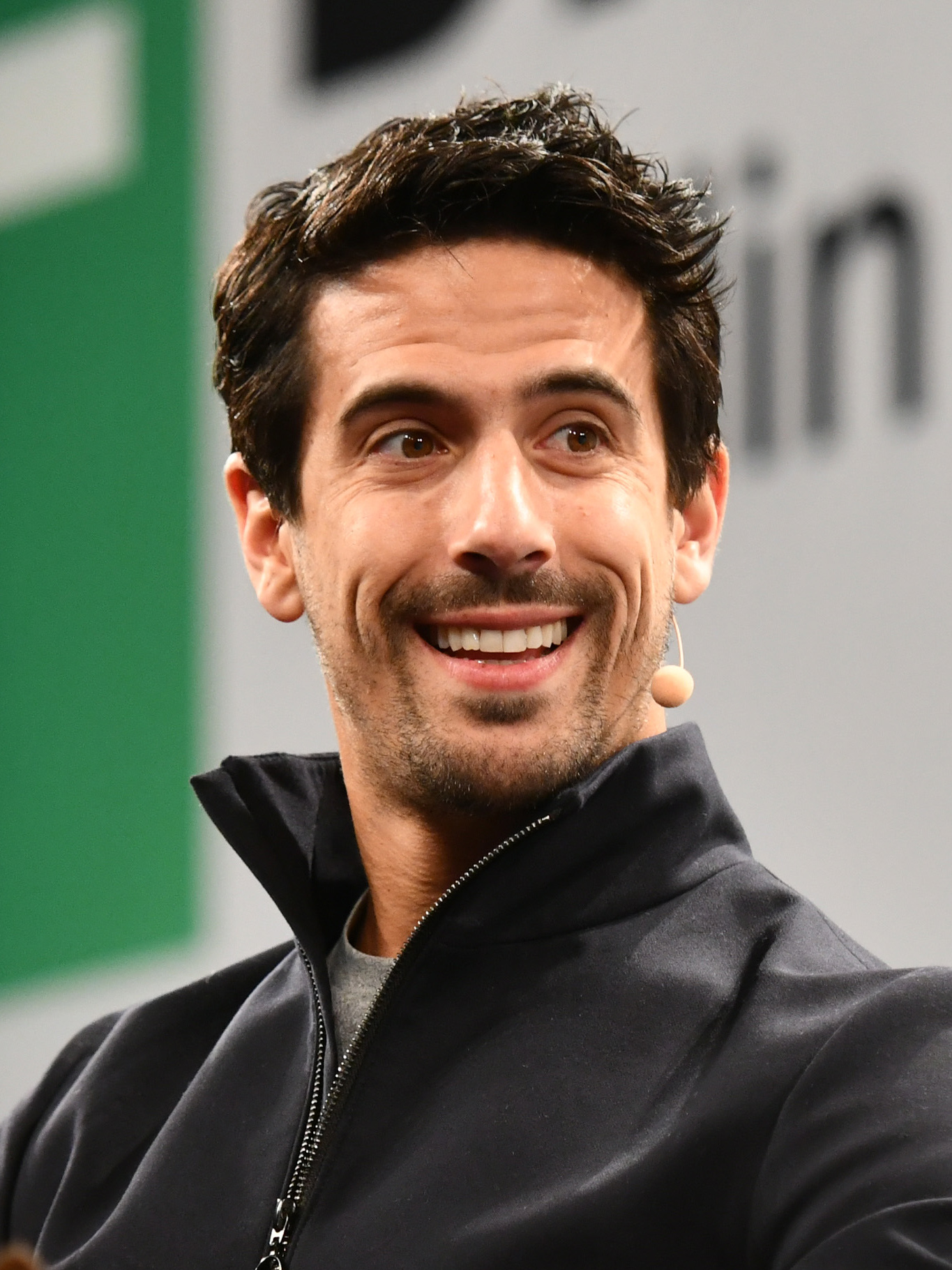
Roborace-CEO Lucas di Grassi

Die Planung sah vor, die etwa einstündigen Roboraces im Rahmen der Formel-E-E-Prix stattfinden zu lassen. Das Entwicklungsteam der Rennserie plante, die Fahrzeuge nicht nur einfach im „freien Fahren“ gegeneinander antreten zu lassen, da dies in der Praxis auf eine reine Optimierung der Rundenzeiten hinauslaufen würde. Stattdessen sollen auch „straßenrelevante“ Aspekte, die eine Herausforderung für die künstliche Intelligenz darstellen, eingebaut werden.

## Teams
Zehn Teams mit jeweils zwei Fahrzeugen sollten in der ersten Roborace-Saison an den Start gehen. Eines der zehn Teams sollte dabei als Crowd Sourced Community-Team, unterstützt von privaten Investoren und offen für KI-Entwickler aus aller Welt, an den Start gehen.

## Saisons

### 2016/17
Als Saisonstart in das erste Roborace-Jahr wurde von den Serienveranstaltern im Vorfeld lediglich „während der Formel-E-Saison 2016/17“ bekanntgegeben. Jedoch fanden in diesem Zeitraum nur Testfahrten mit zwei verschiedenen DevBots statt. Diese Tests wurden im November 2016 von einer Roborace-Sprecherin als „Beta-Saison“ bezeichnet. Im Rahmen des Buenos Aires E-Prix 2017 fuhren erstmals beide DevBot-Fahrzeuge gegeneinander auf einer Rennstrecke. DevBot-Demonstrationsfahrten gab es zudem in Marrakesch, Berlin, New York City und Montreal.
In Paris ließen die Entwickler zudem erstmals ein Robocar auf die Strecke, wenngleich das Fahrzeug nur in Schrittgeschwindigkeit die Strecke sichtete.

### 2017/18
Zum Auftakt in die Formel-E-Saison 2017/18 testeten die Roborace-Entwickler den DevBot abermals bei einem öffentlichen Zeitfahren zwischen der Roborace-KI und der TV-Moderatorin Nicki Shields in Hongkong. Im Rahmen eines ähnlichen Zeitfahrens in Rom testete auch Drift-Profi Ryan Tuerck den DevBot.
Für das Formel-E-Rennen am Berlin E-Prix wurde die "Human and Machine Challenge" ins Leben gerufen. Jeweils ein Team von Doktoranden der Technischen Universität München und der Universität Pisa programmierte die Software für den DevBot, um diesen autonom um die Formel-E-Rennstrecke Berlin (Tempelhof) fahren zu lassen. Im Anschluss traten beide Teams in Kombination mit einem jeweils menschlichen Fahrer in einem öffentlichen Zeitfahren an. Das Fahrzeug des Teams der Technischen Universität München beendete die "Human and Machine Challenge" mit einer durchschnittlichen Rundenzeit von 91,59 Sekunden, fast vier Sekunden schneller als die der Universität Pisa mit 95,36 Sekunden und gewann somit die Roborace Challenge.
Beim Goodwood Festival of Speed wurde zudem das Robocar der Öffentlichkeit vorgeführt. Das Fahrzeug absolvierte am 13. Juli 2018 den ersten offiziellen autonomen Lauf im Rahmen der Veranstaltung.

### Saison Alpha (2019)
An mehreren Standorten in Europa und Nordamerika trug die Rennserie mit rund drei Jahren Verzögerung ihre erste Test-Saison unter dem Namen Alpha aus. Von April bis September 2019 wurden mehrere verschiedene Rennformate getestet. Zum Einsatz kam eine weiterentwickelte Version des DevBot, der sogenannte DevBot 2.0.

### Saison Beta (2020/21)
Die zweite Testsaison begann im September 2020 und endete im Oktober 2021. Es wurden 16 Rennen ausgetragen, bei denen bis zu sieben Teams antraten. Unter dem Namen "Roborace Metaverse" kamen mittels Erweiterter Realität virtuelle Hindernisse zum Einsatz.